# Hattingen (stacja kolejowa)
Hattingen – stacja kolejowa w Hattingen, w kraju związkowym Nadrenia Północna-Westfalia, w Niemczech. Stacja została otwarta w 1868. Znajdują się tu 3 perony.